# José María Orberá Carrión
José María Orberá y Carrión (* 6. November 1827 in Valencia, Spanien; † 23. November 1886) war ein spanischer Geistlicher und römisch-katholischer Bischof von Almería in Spanien.

## Leben
José María Orberá y Carrión empfing am 1. Dezember 1850 die Priesterweihe. Während der Vakanz des Erzbistums Santiago de Cuba ab 1868 war er als Kapitularvikar bestellt. Weil er sich einer Bischofsernennung durch die spanische Regierung widersetzte, wurde er gemeinsam mit seinem Sekretär Ciriaco Sancha verhaftet und erst 1874 freigelassen.
Orberá wurde von Papst Pius IX. am 23. September 1875 zum Bischof von Almería ernannt. Die Bischofsweihe spendete ihm der Erzbischof von Toledo, Kardinal Juan de la Cruz Ignacio Moreno y Maisonave am 12. März 1876; Mitkonsekratoren waren Pedro José Sánchez Carrascosa y Carrión, Bischof von Ávila, und José Oliver y Hurtado, Bischof von Pamplona.